# Phyllidia
Phyllidia is een geslacht van in zee levende slakken, die hoort bij de familie Phyllidiidae. 

## Soorten
- Phyllidia alyta  Yonow, 1996
- Phyllidia babai  Brunckhorst, 1993
- Phyllidia carlsonhoffi  Brunckhorst, 1993
- Phyllidia cf. babai  Brunckhorst, 1993
- Phyllidia cf. varicosa
- Phyllidia coelestis  Bergh, 1905
- Phyllidia depressa  Aradas, 1847
- Phyllidia elegans  Bergh, 1869
- Phyllidia exquisita  Brunckhorst, 1993
- Phyllidia flava  Aradas, 1847
- Phyllidia goslineri  Brunckhorst, 1993
- Phyllidia koehleri  Perrone, 2000
- Phyllidia madangensis  Brunckhorst, 1993
- Phyllidia multifaria  Yonow, 1986
- Phyllidia ocellata  Cuvier, 1804
- Phyllidia orstomi  Valdés, 2001
- Phyllidia polkadotsa  Brunckhorst, 1993
- Phyllidia pustulosa  Cuvier, 1804  : type species
- Phyllidia schupporum  Fahrner & Schrödl, 2000
- Phyllidia scottjohnsoni  Brunckhorst, 1993
- Phyllidia tula  Marcus & Marcus, 1970
- Phyllidia undula  Yonow, 1990
- Phyllidia varicosa  Lamarck, 1801
- Phyllidia willani  Brunckhorst, 1993
- Phyllidia zebrina  Baba, 1976